# Asinara
Asinara er en italiensk ø ud for Sardiniens nordvestlige spids. Øen har et areal på ca. 52 km² og er ubeboet. Øen er bjergrig og har sparsom vegetation. Det højeste punkt, Punta della Scomunica, er 408 meter højt.
Øen var indtil 1885 beboet af fiskere og hyrder, og indbyggertallet var på det tidspunkt ca. 500. I 1885 besluttede den italienske stat imidlertid, at der skulle bygges et fængsel på øen for særligt farlige fanger, og indbyggerne blev tvunget til at flytte til Stintino, en lille by på Sardinien overfor Asinara. Al adgang til øen var herefter forbudt.
Øen fungerede som fængselsø indtil 1997. En overgang var der også en koloni for spedalske. Blandt fangerne var i 1970'erne medlemmer af de Røde Brigader, mens der i 1980'erne og 1990'erne sad flere mafialedere, bl.a. Toto Riina. Dommerne, Giovanni Falcone og Paolo Borsellino, der senere blev myrdet af mafiaen arbejdede en overgang på øen af sikkerhedsgrunde. I 1998 blev øen naturpark, og i 2000 blev der for første gang i 115 år adgang til øen. Adgang er dog kun mulig på guidede ture med selskaber, der er godkendt af nationalparkens administration. Turene kan bookes i Stintino.
I løbet af de 112 år øen fungerede som fængselsø blev der bygget flere fængsler samt boliger og kontorer til fængselsfunktionærerne rundt omkring på øen. I dag står alle bygninger tomme; men nogle af dem kan besøges på de guidede ture. Øen har et rigt dyreliv og er især kendt for sine hvide æsler.